# Al-Hariri

Illustration von Yahya ibn Mahmud al-Wasiti zu den Maqāmāt al-Hariris. 31. Maqāma: Pilgerkarawane musiziert mit Trommeln (ṭabl) und Trompeten (būq al-nafīr) auf dem Weg nach Mekka. Baghdad 1237.

Al-Hariri, auch Ibn al-Hariri genannt, vollständiger Name Abu Muhammad al-Qasim ibn Ali ibn Muhammad ibn Uthman ibn al-Hariri al-Basri (arabisch أبو محمد القاسم بن علي بن محمد بن عثمان بن الحريري البصري, DMG Abū Muḥammad al-Qāsim b. ʿAlī b. Muḥammad b. ʿUṯman b. al-Ḥarīrī al-Baṣrī; geboren 1054 in Mashan bai Basra; gestorben am 10. September 1122) war ein irakischer Dichter und arabischer Grammatiker. Er ist vor allem durch seine Makamen bekannt geworden.

## Leben und Werk
Al-Hariri stammte aus einer Familie von Grundbesitzern aus Mashan bei Basra, wo er seine Kindheit verbrachte. Seine Studien absolvierte er in Basra und diente dort am Hof als Sahib al-Chabar, d. h. „Chef des Nachrichtendienstes“, eine Funktion, die seine Nachkommen übernahmen.

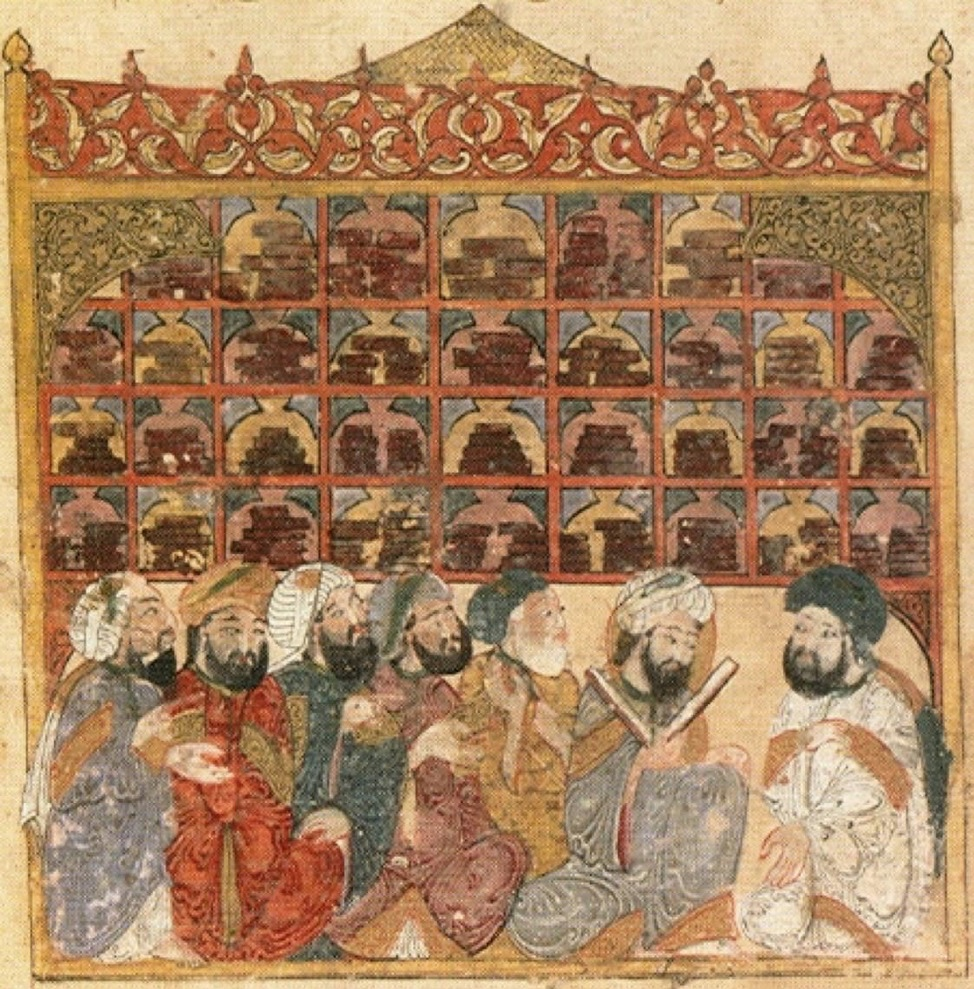
Miniatur aus einer irakischen Handschrift des al-Hariri: Bibliothek von Basra

Sein bekanntestes Werk sind die Makamen, die eine sehr enge Nachahmung des Werks von al-Hamadhani darstellen. Der schöngeistige Erzähler Ibn Hammam entspricht bei Hamadhani Ibn Hischam, und der vagabundierende Protagonist Abu Said ist nach dem Vorbild von Abu Fadhl gestaltet.
Die Makamen von Hariri erfreuten sich eines außerordentlichen Erfolgs und fanden Nachahmer in arabischer, persischer, hebräischer und syrischer Sprache. Im Westen wurden sie zunächst durch Teilübersetzungen bekannt. Der niederländische Orientalist Jakob Gool (Jacobus Golius) veröffentlichte 1656 einige Makamen auf Lateinisch. Bekannt geworden sind jedoch vor allem die französische Übersetzung von Silvestre de Sacy (1822) sowie die deutsche Nachdichtung von Friedrich Rückert (Die Verwandlungen des Ebu Seid von Serûg oder die Makâmen des Hariri, in freier Nachbildung; Teil 1 1826, 2. vervollständigte Auflage 1837).
Von zwei grammatischen Werken Hariris, dem Mulhat al-iʿrāb, einer Abhandlung über die arabische Syntax in Versen, und dem Durrat al- ghawwāṣ, über arabische Redewendungen, finden sich Fragmente in Sacys „Anthologie grammaticale arabe“ (Paris 1829).
Zwischen Hariris Makamen und dem mittelalterlichen arabischen Schattenspiel wurden formale, literarische und symbolische Bezüge erkannt.

## Schriften
- Heinrich Thorbecke: Al-Ḥarîrî's Durrat-Al-Ġawwâṣ. Leipzig, 1871 (Digitalisat).